# آلکاراس (اسپانیا)

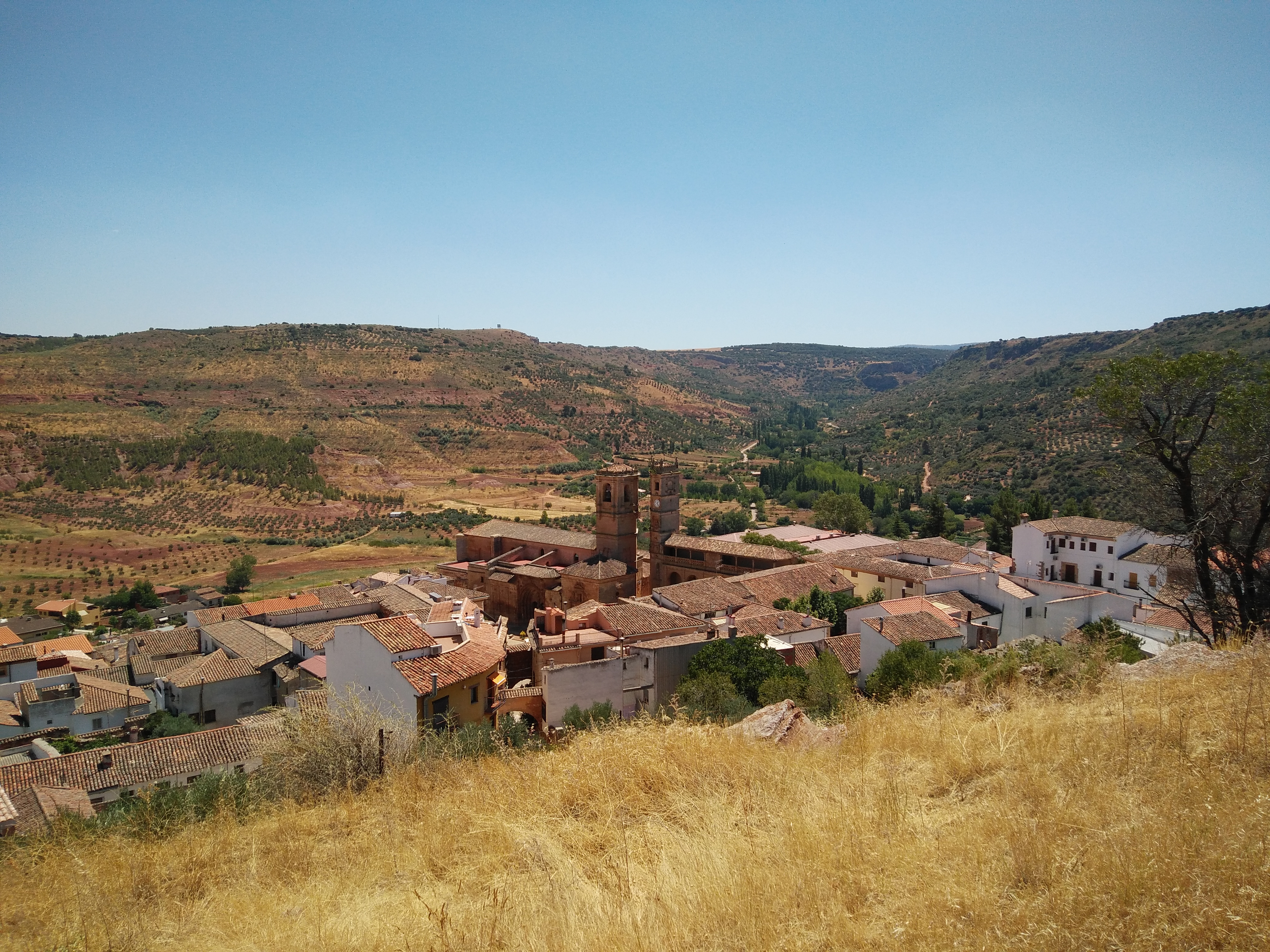
نمایی از آلکاراس، دهستانی در آلباستهٔ اسپانیا - ۲۰۱۶

آلکاراس دهستانی در استان آلباستهٔ اسپانیا است.
در این دهستان ۱۷۶۶ نفر زندگی می‌کنند. مساحت این دهستان ۳۷۰٫۲۰ کیلومتر مربع است.